# Afzalgarh
Afzalgarh är en ort i Indien.   Den ligger i distriktet Bijnor och delstaten Uttar Pradesh, i den norra delen av landet, 160 km nordost om huvudstaden New Delhi. Afzalgarh ligger 234 meter över havet och antalet invånare är 27 753.
Terrängen runt Afzalgarh är mycket platt. Runt Afzalgarh är det tätbefolkat, med 570 invånare per kvadratkilometer. Närmaste större samhälle är Sherkot, 12,1 km sydväst om Afzalgarh. Trakten runt Afzalgarh består till största delen av jordbruksmark.